# Plumularia adjecta
Plumularia adjecta är en nässeldjursart som beskrevs av John Fraser 1948. Plumularia adjecta ingår i släktet Plumularia och familjen Plumulariidae. Inga underarter finns listade i Catalogue of Life.